# Grand Prix Formule 1 van Maleisië 2012
De Grand Prix Formule 1 van Maleisië 2012 werd gehouden op 25 maart 2012 op het Sepang International Circuit. Het was de tweede race uit het kampioenschap.

## Wedstrijdverloop

### Kwalificatie
Het McLaren-duo Lewis Hamilton en Jenson Button behaalde de eerste startrij. Michael Schumacher reed voor Mercedes naar de derde startplaats, zijn beste resultaat sinds zijn terugkeer in de Formule 1 in 2010. Het Red Bull-duo Mark Webber en Sebastian Vettel stelden opnieuw teleur met een vierde en een zesde plaats. Vettel werd nog vijfde omdat de oorspronkelijk als vijfde gekwalificeerde Lotus-coureur Kimi Räikkönen een gridstraf van vijf plaatsen kreeg na een versnellingsbakwissel. Caterham-coureur Heikki Kovalainen ontvangt na de kwalificatie een gridpenalty van 5 plaatsen wegens inhalen tijdens deze safetycarperiode in de vorige race.

### Race
De race lag na de negende ronde 52 minuten stil door zware regenval. Nadat de zware regen voorbij was, won Fernando Alonso verrassend de race voor Ferrari. Sauber-coureur Sergio Pérez was al net zo verrassend door lange tijd tot binnen een halve seconde van Alonso te rijden. Enkele ronden voor het einde maakte hij echter een fout waardoor hij zich tevreden moest stellen met de tweede plaats. Polesitter Lewis Hamilton behaalde de laatste podiumplaats. Mark Webber werd voor Red Bull vierde, terwijl zijn teamgenoot Sebastian Vettel enkele ronden voor het einde zijn band kapotsneed op de HRT van Narain Karthikeyan, waardoor hij als elfde eindigde. Karthikeyan kreeg hier na de race 25 seconden straf voor, waardoor hij een plaatsje zakte achter teamgenoot Pedro de la Rosa. Eerder in de race stuitte Jenson Button ook al op Karthikeyan, dit kostte hem zijn voorvleugel en werd hij veertiende. Kimi Räikkönen werd voor Lotus vijfde, terwijl zijn teamgenoot Romain Grosjean opnieuw in de beginfase van de race van de baan gleed. Achter Räikkönen behaalde Williams-coureur Bruno Senna met een zesde plaats zijn beste resultaat ooit, terwijl de motor zijn teamgenoot Pastor Maldonado in de voorlaatste ronde de geest gaf. Het Force India-duo Paul di Resta en Nico Hülkenberg eindigden als zevende en negende, zij werden gescheiden door Toro Rosso-coureur Jean-Éric Vergne, die zijn eerste WK-punten behaalde. Michael Schumacher behaalde voor Mercedes het laatste punt binnen.

## Vrije trainingen
- Er wordt enkel de top 5 weergegeven.

| Vrije training 1 | Pos | No | Coureur            | Constructeur            | Tijd     |
| ---------------- | --- | -- | ------------------ | ----------------------- | -------- |
| Vrije training 1 | 1   | 4  | Jenson Button      | McLaren-Mercedes        | 1:38.021 |
| Vrije training 1 | 2   | 1  | Sebastian Vettel   | Red Bull Racing-Renault | 1:38.535 |
| Vrije training 1 | 3   | 8  | Nico Rosberg       | Mercedes                | 1:38.813 |
| Vrije training 1 | 4   | 7  | Michael Schumacher | Mercedes                | 1:38.826 |
| Vrije training 1 | 5   | 10 | Romain Grosjean    | Lotus-Renault           | 1:38.919 |
| Vrije training 2 | Pos | No | Coureur            | Constructeur            | Tijd     |
| Vrije training 2 | 1   | 4  | Lewis Hamilton     | McLaren-Mercedes        | 1:38.172 |
| Vrije training 2 | 2   | 7  | Michael Schumacher | Mercedes                | 1:38.533 |
| Vrije training 2 | 3   | 3  | Jenson Button      | McLaren-Mercedes        | 1:38.535 |
| Vrije training 2 | 4   | 8  | Nico Rosberg       | Mercedes                | 1:38.696 |
| Vrije training 2 | 5   | 16 | Daniel Ricciardo   | STR-Ferrari             | 1:38.853 |
| Vrije training 3 | Pos | No | Coureur            | Constructeur            | Tijd     |
| Vrije training 3 | 1   | 8  | Nico Rosberg       | Mercedes                | 1:36.877 |
| Vrije training 3 | 2   | 1  | Sebastian Vettel   | Red Bull Racing-Renault | 1:37.320 |
| Vrije training 3 | 3   | 2  | Mark Webber        | Red Bull Racing-Renault | 1:37.338 |
| Vrije training 3 | 4   | 9  | Kimi Räikkönen     | Lotus-Renault           | 1:37.356 |
| Vrije training 3 | 5   | 10 | Romain Grosjean    | Lotus-Renault           | 1:37.382 |

Testcoureurs:

- Valtteri Bottas (Williams-Renault; P11)

## Kwalificatie
| Pos                 | No | Coureur            | Constructeur            | Q1       | Q2       | Q3       | Grid |
| ------------------- | -- | ------------------ | ----------------------- | -------- | -------- | -------- | ---- |
| 1                   | 4  | Lewis Hamilton     | McLaren-Mercedes        | 1:37.813 | 1:37.106 | 1:36.219 | 1    |
| 2                   | 3  | Jenson Button      | McLaren-Mercedes        | 1:37.575 | 1:36.928 | 1:36.368 | 2    |
| 3                   | 7  | Michael Schumacher | Mercedes                | 1:37.517 | 1:37.017 | 1:36.391 | 3    |
| 4                   | 2  | Mark Webber        | Red Bull Racing-Renault | 1:37.172 | 1:37.375 | 1:36.461 | 4    |
| 5                   | 9  | Kimi Räikkönen     | Lotus-Renault           | 1:37.961 | 1:36.715 | 1:36.461 | 10   |
| 6                   | 1  | Sebastian Vettel   | Red Bull Racing-Renault | 1:38.102 | 1:37.419 | 1:36.634 | 5    |
| 7                   | 10 | Romain Grosjean    | Lotus-Renault           | 1:38.058 | 1:37.338 | 1:36.658 | 6    |
| 8                   | 8  | Nico Rosberg       | Mercedes                | 1:37.696 | 1:36.996 | 1:36.664 | 7    |
| 9                   | 5  | Fernando Alonso    | Ferrari                 | 1:38.151 | 1:37.379 | 1:37.566 | 8    |
| 10                  | 15 | Sergio Pérez       | Sauber-Ferrari          | 1:37.933 | 1:37.477 | 1:37.698 | 9    |
| 11                  | 18 | Pastor Maldonado   | Williams-Renault        | 1:37.789 | 1:37.589 |          | 11   |
| 12                  | 6  | Felipe Massa       | Ferrari                 | 1:38.381 | 1:37.731 |          | 12   |
| 13                  | 19 | Bruno Senna        | Williams-Renault        | 1:38.437 | 1:37.841 |          | 13   |
| 14                  | 11 | Paul di Resta      | Force India-Mercedes    | 1:38.325 | 1:37.877 |          | 14   |
| 15                  | 16 | Daniel Ricciardo   | STR-Ferrari             | 1:38.419 | 1:37.883 |          | 15   |
| 16                  | 12 | Nico Hülkenberg    | Force India-Mercedes    | 1:38.303 | 1:37.890 |          | 16   |
| 17                  | 14 | Kamui Kobayashi    | Sauber-Ferrari          | 1:38.372 | 1:38.069 |          | 17   |
| 18                  | 17 | Jean-Éric Vergne   | STR-Ferrari             | 1:39.077 |          |          | 18   |
| 19                  | 20 | Heikki Kovalainen  | Caterham–Renault        | 1:39.306 |          |          | 24   |
| 20                  | 21 | Vitali Petrov      | Caterham–Renault        | 1:39.567 |          |          | 19   |
| 21                  | 24 | Timo Glock         | Marussia–Cosworth       | 1:40.903 |          |          | 20   |
| 22                  | 25 | Charles Pic        | Marussia–Cosworth       | 1:41.250 |          |          | 21   |
| 23                  | 22 | Pedro de la Rosa   | HRT–Cosworth            | 1:42.914 |          |          | 22   |
| 24                  | 23 | Narain Karthikeyan | HRT–Cosworth            | 1:43.655 |          |          | 23   |
| 107% tijd: 1:43.974 |    |                    |                         |          |          |          |      |

## Race
| Pos | No | Coureur            | Constructeur            | Rondes | Tijd/Oorzaak uitval | Grid | Punten |
| --- | -- | ------------------ | ----------------------- | ------ | ------------------- | ---- | ------ |
| 1   | 5  | Fernando Alonso    | Ferrari                 | 56     | 2:44:51.812         | 8    | 25     |
| 2   | 15 | Sergio Pérez       | Sauber-Ferrari          | 56     | +2.263              | 9    | 18     |
| 3   | 4  | Lewis Hamilton     | McLaren-Mercedes        | 56     | +14.591             | 1    | 15     |
| 4   | 2  | Mark Webber        | Red Bull Racing-Renault | 56     | +17.658             | 4    | 12     |
| 5   | 9  | Kimi Räikkönen     | Lotus-Renault           | 56     | +29.456             | 10   | 10     |
| 6   | 19 | Bruno Senna        | Williams-Renault        | 56     | +37.667             | 13   | 8      |
| 7   | 11 | Paul di Resta      | Force India-Mercedes    | 56     | +44.412             | 14   | 6      |
| 8   | 17 | Jean-Éric Vergne   | STR-Ferrari             | 56     | +46.985             | 18   | 4      |
| 9   | 12 | Nico Hülkenberg    | Force India-Mercedes    | 56     | +47.892             | 16   | 2      |
| 10  | 7  | Michael Schumacher | Mercedes                | 56     | +49.916             | 3    | 1      |
| 11  | 1  | Sebastian Vettel   | Red Bull Racing-Renault | 56     | +1:15.527           | 5    |        |
| 12  | 16 | Daniel Ricciardo   | STR-Ferrari             | 56     | +1:16.828           | 15   |        |
| 13  | 8  | Nico Rosberg       | Mercedes                | 56     | +1:18.593           | 7    |        |
| 14  | 3  | Jenson Button      | McLaren-Mercedes        | 56     | +1:19.719           | 2    |        |
| 15  | 6  | Felipe Massa       | Ferrari                 | 56     | +1:37.319           | 12   |        |
| 16  | 21 | Vitali Petrov      | Caterham-Renault        | 55     | +1 ronde            | 19   |        |
| 17  | 24 | Timo Glock         | Marussia-Cosworth       | 55     | +1 ronde            | 20   |        |
| 18  | 20 | Heikki Kovalainen  | Caterham-Renault        | 55     | +1 ronde            | 24   |        |
| 19  | 18 | Pastor Maldonado   | Williams-Renault        | 54     | Motor               | 11   |        |
| 20  | 25 | Charles Pic        | Marussia-Cosworth       | 54     | +2 ronden           | 21   |        |
| 21  | 22 | Pedro de la Rosa   | HRT-Cosworth            | 54     | +2 ronden           | 22   |        |
| 22  | 23 | Narain Karthikeyan | HRT-Cosworth            | 54     | +2 ronden           | 23   |        |
| DNF | 14 | Kamui Kobayashi    | Sauber-Ferrari          | 46     | Remmen              | 17   |        |
| DNF | 10 | Romain Grosjean    | Lotus-Renault           | 3      | Spin                | 6    |        |

## Standen na de Grand Prix
- Er wordt enkel de top 5 weergegeven.

### Coureurs
| Positie | Nummer | Rijder          | Team                    | Punten |
| ------- | ------ | --------------- | ----------------------- | ------ |
| 1       | 5      | Fernando Alonso | Ferrari                 | 35     |
| 2       | 4      | Lewis Hamilton  | McLaren-Mercedes        | 30     |
| 3       | 3      | Jenson Button   | McLaren-Mercedes        | 25     |
| 4       | 2      | Mark Webber     | Red Bull Racing-Renault | 24     |
| 5       | 15     | Sergio Pérez    | Sauber-Ferrari          | 22     |

### Constructeurs
| Positie | Nummers | Team                    | Rijders                        | Punten |
| ------- | ------- | ----------------------- | ------------------------------ | ------ |
| 1       | 3 4     | McLaren-Mercedes        | Jenson Button Lewis Hamilton   | 55     |
| 2       | 1 2     | Red Bull Racing-Renault | Sebastian Vettel Mark Webber   | 42     |
| 3       | 5 6     | Ferrari                 | Fernando Alonso Felipe Massa   | 35     |
| 4       | 14 15   | Sauber-Ferrari          | Kamui Kobayashi Sergio Pérez   | 30     |
| 5       | 9 10    | Lotus-Renault           | Kimi Räikkönen Romain Grosjean | 16     |

## Noot
- Dit waren de eerste rondes als raceleider en eerste podiumplaats voor Sergio Pérez.

1999 · 2000 · 2001 · 2002 · 2003 · 2004 · 2005 · 2006 · 2007 · 2008 · 2009 · 2010 · 2011 · 2012 · 2013 · 2014 · 2015 · 2016 · 2017